# Hypervitaminose
 Mise en garde médicale
Une hypervitaminose, aussi appelée survitaminose, correspond à une intoxication due à une surconsommation de certaines vitamines (A, D, E et K), bien au-delà des apports journaliers recommandés.
Les vitamines sont indispensables aux fonctions métaboliques et ne sont apportées que par la consommation. Toutefois, lorsque les apports de vitamines sont supérieurs aux besoins, certaines sont éliminées par l'organisme via l'urine (les vitamines hydrosolubles, comme la vitamine C), tandis que d'autres sont stockées (les vitamines liposolubles) et peuvent devenir toxiques pour l'organisme. Les hypervitaminoses peuvent engendrer de graves complications, : nausées, céphalées (augmentation de la pression intracrânienne), vomissements, troubles rénaux (hypercalcémie), évanouissements, hémorragies, lésions ou cirrhoses du foie, problèmes cutanés.
L'hypervitaminose à la vitamine A peut être évitée en remplaçant l'apport direct en vitamine A par son précurseur, le β-carotène beaucoup plus facilement géré par l'organisme.

## Histoire
Un cas documenté d'hypervitaminose A remonte à 1,6 ± 0,1 million d'années. Le fémur d'une jeune femelle Homo erectus (KNM-ER 1808) a été trouvé à Koobi Fora, Kenya, montrant les signes de cette pathologie — ce qui signifie que l'individu a été malade suffisamment longtemps pour que l'os enregistre ladite pathologie, et implique par ailleurs que la malade, trop atteinte pour être capable de subvenir à ses besoins alimentaires et de protection contre les prédateurs, a été prise en charge par au moins un autre individu de son groupe. Une première hypothèse pour la cause de cette maladie est l'ingestion trop abondante de foie de carnivore. Skinner (1991) propose une ingestion trop abondante de larves de Apis mellifera scutellata,.